# Aachsägebrücke
Die Aachsägebrücke, ehemals Mühlaubrücke, ist eine gedeckte Holzbrücke über den Necker im Schweizer Kanton St. Gallen. Die Brücke liegt im Toggenburg auf dem Gebiet der ehemaligen Gemeinden Oberhelfenschwil (linke Flussseite) und Mogelsberg (rechte Flussseite) in der Gemeinde Neckertal.

## Konstruktion
Die Brückenbogen sind an beiden Enden in Betonfundamente eingespannt und mit Rundeisen verbunden. Das stark hervorstehende Walmdach ist mit Eternit-Nonnenziegeln gedeckt.

## Geschichte
Die Aachsägebrücke hiess ursprünglich Mühlaubrücke und überquerte mit einer Spannweite von fast 40 Metern die Thur zwischen Bazenheid und Lütisburg. Nach dem Bau einer Betonbrücke wurde die alte Mühlaubrücke 1953 bei der Aachsäge neu erstellt, wobei das Bogentragwerk um mehr als ein Drittel auf 24 Meter verkürzt wurde.

## Nutzung
Die einspurige Strassenbrücke dient Anwohnerverkehr (d. h. es besteht ein Fahrverbot für Motorwagen und Motorräder, wobei Zubringerdienst gestattet ist), Fussgängern und Velofahrern. Das signalisierte Höchstgewicht ist 8 t.
Der Wanderrundweg Mogelsberg und der Neckiweg führen über die Brücke.

## Status
Die historische Brücke ist im Inventar historischer Verkehrswege der Schweiz (IVS) als regionales Kulturgut aufgeführt.